# Clinotaenia camerunica
Clinotaenia camerunica är en tvåvingeart som beskrevs av Albany Hancock 1999. Clinotaenia camerunica ingår i släktet Clinotaenia och familjen borrflugor. Inga underarter finns listade i Catalogue of Life.